# Vijftig tinten grijs
Vijftig tinten grijs (in het Engels: Fifty Shades of Grey) is een erotische roman van de Britse schrijfster E.L. James, pseudoniem van Erika Leonard. Het boek werd na publicatie in 2011 een internationale bestseller en is het eerste deel van een drieluik. De andere delen heten Vijftig tinten donkerder (Fifty Shades Darker) en Vijftig tinten vrij (Fifty Shades Freed). Begin 2013 waren er in Nederland al meer dan 1,5 miljoen exemplaren van verkocht, wereldwijd ruim 60 miljoen.

## Inhoud
Het verhaal speelt zich af in de Amerikaanse stad Seattle en gaat over de net afgestudeerde Anastasia Steele die een seksuele relatie krijgt met de jonge zakenman Christian Grey. Christian en Anastasia onderhandelen over de inhoud van een bdsm-contract waarin staat dat Christian haar mag onderwerpen in sadomasochistische rollenspellen.

## Achtergrond
Christian Grey is emotioneel beschadigd waardoor hij niet meer op een normale manier intimiteit kan beleven. Daarnaast is hij bang om op welk moment dan ook de controle los te laten. Sm is voor hem een manier om zich zelf niet te veel bloot te hoeven geven en ook nog volledig in controle te blijven.
De titel verwijst naar de verschillende, vaak ruwe, stemmingen en onverwachte stemmingswisselingen van Christian Grey die de hoofdpersoon gaandeweg leert kennen.

### Hard-Core Romance
Professor Eva Illouz van de Hebreeuwse Universiteit van Jeruzalem schreef het boek Hard-Core Romance waarin ze een verklaring geeft voor het succes van Vijftig tinten grijs.
In de eerste plaats gaf ze aan dat ze het boek bijzonder slecht geschreven vond. Dat het toch een bestseller werd, komt volgens haar doordat het boek de lezer vooral inspireert om zelf in bed te experimenteren en daarbij de nodige praktische tips bevat in plaats van dat het boek alleen opwindend werkt. Daarnaast is er volgens haar in de hedendaagse maatschappij, waarin man en vrouw steeds meer elkaars gelijke zijn, behoefte bestaat aan een rollenspel waarin juist weer ongelijkheid bestaat.

## Verfilming
Begin 2012 hebben Universal Pictures en Focus Features de rechten verworven om Vijftig tinten grijs te mogen verfilmen. De film, geregisseerd door Sam Taylor-Wood, ging op 11 februari 2015 in première.